# سلم بن زياد
سلم بن زياد بن أبيه، ( 73 هـ - 692 م)،أمير أموي. كنيته أبو حرب. كانت إقامته بالبصرة. ولاه يزيد بن معاوية خراسان سنة 61 هـ فذهب إليها، وغزا سمرقند. وكان جوادا، أحبه الناس ومدحه الشعراء. ولما مات يزيد بن معاوية وابنه معاوية بن يزيد، دعا سلم أعيان خراسان إليه، وعرض عليهم أن يبايعوه على الرضا، إلى أن يستقيم أمر الناس على خليفة، فبايعوه سنة 64 هـ ثم نكثوا بعد شهرين، فاستخلف عليهم المهلب بن أبي صفرة، ورحل إلى سرخس، ومنها إلى نيسابور. واجتمع بعبد الله بن خازم فأرسله إلى خراسان وعزل المهلب. وقامت فيها الفتنة على عبد الله بن خازم، وهو بعيد عنها. وتوفي بالبصرة.
| سبقه مسلم بن زياد | ولاة خراسان | تبعه عبد الله بن خازم |